# The Eyes of Mystery
The Eyes of Mystery er en amerikansk stumfilm fra 1918.

## Medvirkende
- Edith Storey som Carma Carmichael
- Bradley Barker som Jack Carrington
- Harry Northrup som Roger Carmichael
- Frank Andrews som Quincy Carmichael
- Kempton Greene som Steve Graham